# Hannoversche Gesellschaft für Neue Musik
Die Hannoversche Gesellschaft für Neue Musik (HGNM) oder auch Gesellschaft für Neue Musik (Hannover) ist ein Herausgeber mit Sitz in Hannover  sowie ein gemeinnütziger Verein zur Förderung der Neuen Musik. 

## Geschichte und Aktivitäten
Der Verein wurde am 31. Januar 1987 in Hannover gegründet. Ziel des Vereins ist die Förderung und Vermittlung der Neuen Musik. Der Verein ist korporatives Mitglied der Gesellschaft für Neue Musik, der Internationalen Gesellschaft für Neue Musik (IGNM) und der Niedersächsischen Gesellschaft für Neue Musik. 
Die Hannoversche Gesellschaft für Neue Musik veranstaltet Konzerte und Uraufführungen von Neuer Musik, richtet internationale Kompositionswettbewerbe aus und vergibt Auftragskompositionen. Sie veranstaltete Musikfestivals, darunter die Biennale Neue Musik Hannover, ein Glockenkonzert zum 30. Evangelischen Kirchentag 2005 und das festival für neue musik.
Der Verein publizierte zahlreiche Werkeinführungen und Dokumentationen. Seit 1987 veröffentlicht er die Zeitschrift Noten und Notizen: Zeitschrift der Hannoverschen Gesellschaft für Neue Musik e.V.

## Schriften (Auswahl)
- Hinrich Bergmeier, Anke Sonnek: Elliott Carter. Eine Hommage, Springe: HGNM, 1991